# Sociological Theory
Sociological Theory är en vetenskaplig tidskrift som publiceras av SAGE Publications på uppdrag av the American Sociological Association. Tidskriftens syfte är att tillhandahålla hela bredden av sociologisk teori. Chefredaktör är Iddo Tavory från New York University. Enligt Journal Citation Reports har tidskriften en påverkansfaktor på 2.703 för år 2020, vilket placerar den på 17:e plats av 150 tidskrifter inom kategorin sociologi. Sociological Theory har publicerats sedan 1983 och är en kvartalstidskrift.

## Indexering
- ISSN (tryckt version): 0735-2751
- ISSN (webbversion): 1467-9558
- LCCN: 83643448
- JSTOR: 07352751
- OCLC-nummer: 802328763R